# Florence Ballard
Florence Glenda Ballard coniugata Chapman, detta Flo (Detroit, 30 giugno 1943 – Detroit, 22 febbraio 1976), è stata una cantante statunitense, membro originale del gruppo vocale femminile delle Supremes.

## Biografia
Nata Florence Glenda Ballard a Detroit, nel Michigan, era ottava di tredici figli; sua madre proveniva dal Mississippi e suo padre dall'Alabama ed emigrò a Detroit per lavorare alla General Motors. Fu proprio il padre, musicista dilettante, ad avviare la giovane Florence al canto; alle scuole superiori conobbe Mary Wilson, che poi divenne sua compagna, insieme a Diana Ross, nelle Supremes, gruppo musicale femminile R&B dell'etichetta Motown che ebbe una grande popolarità a cavallo fra gli anni sessanta e settanta.
Dopo i primi anni con il gruppo, Florence Ballard risentì particolarmente del trattamento di favore riservato dal presidente della Motown Berry Gordy Jr. a Diana Ross, a discapito delle altre due componenti delle Supremes, al punto di farla cadere in un tunnel di depressione e alcolismo, che alla fine la costrinsero ad abbandonare il gruppo nel luglio 1967, per essere sostituita da Cindy Birdsong.
Dopo l'abbandono del gruppo la Ballard tentò con scarso successo la carriera da solista e, anche per via dei propri problemi personali, decise di abbandonare le scene, dopo aver rotto il contratto che la legava ancora alla Motown. Nel 1975 la cantante iniziò a ricomparire in pubblico, rilasciando interviste e comparendo in alcuni servizi giornalistici. Tuttavia il 22 febbraio 1976, a seguito di un ricovero in un ospedale di Detroit per abuso di alcoolici e barbiturici Florence Ballard fu uccisa da una crisi cardiaca. I media all'epoca parlarono di una delle "più grandi tragedie del rock". Ballard è stata inserita nella Rock and Roll Hall of Fame come membro delle Supremes nel 1988.
Nel 2017 la band genovese dei Metropony dedicò un brano a Florence Ballard.

## Discografia da solista
- The Supreme Florence Ballard (1968)